# Pesa Acatus Plus
Pesa Acatus Plus – rodzina elektrycznych zespołów trakcyjnych bydgoskiej Pesy zaprojektowana jako wersja rozwojowa Acatusa II jako alternatywny produkt dla modelu Elf. Acatusy Plus są eksploatowane przez Polregio i Koleje Małopolskie. Powstało łącznie 13 sztuk: 9 pojazdów 3-członowych i 4 pojazdy 2-członowe.

## Historia

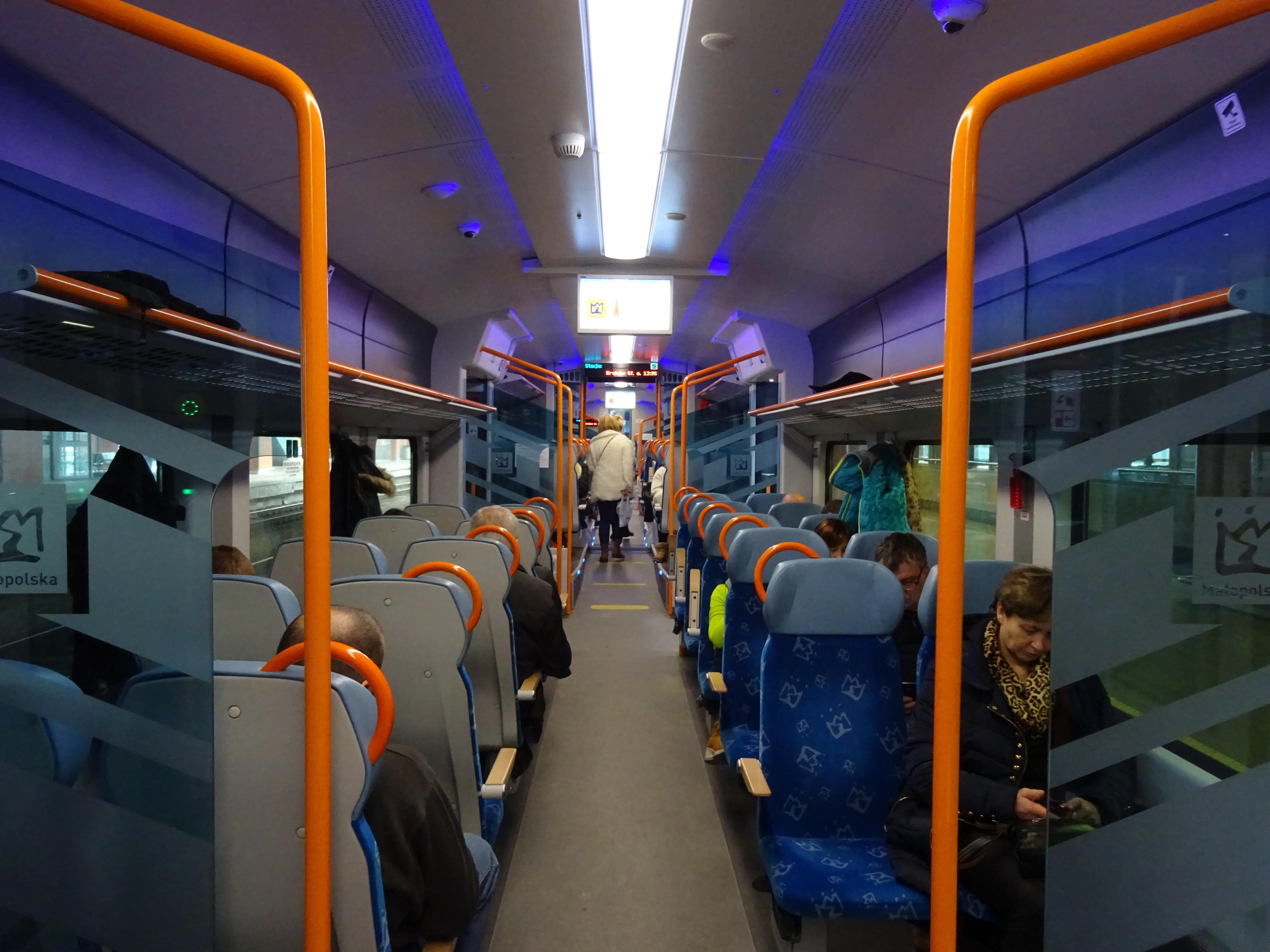
Wnętrze małopolskiego Acatus Plus EN64-003

### Geneza
Pesa proponując model Elf kilkukrotnie przegrała w przetargach z konkurencją oferującą tańsze pojazdy. Z tego powodu bydgoski producent włączył do swojej oferty nową rodzinę elektrycznych zespołów trakcyjnych Acatus Plus, które mimo niższych kosztów budowy wciąż mają spełniać wymagania części zamawiających. Jednocześnie producent pozostawił w swojej ofercie Elfy na potrzeby zamówień zagranicznych oraz przetargów o bardziej wyśrubowanych wymaganiach.

### Zamówienia
- 4 września 2013 – podpisanie umowy na dostawę 2 EZT typu 40WE dla UM województwa podkarpackiego[2]
- 18 października 2013 – podpisanie umowy na dostawę 6 EZT typu 40WEa oraz 4 typu 41WE dla UM województwa małopolskiego[3]
- 25 sierpnia 2015 – podpisanie umowy na dostawę 1 EZT typu 40WE dla UM województwa świętokrzyskiego[4]

### Testy
Pod koniec lipca 2014 roku pierwszy 3-członowy Acatus Plus oznaczony wówczas jako EN62-002 był testowany na torze doświadczalnym Instytutu Kolejnictwa w pobliżu Żmigrodu.

## Konstrukcja

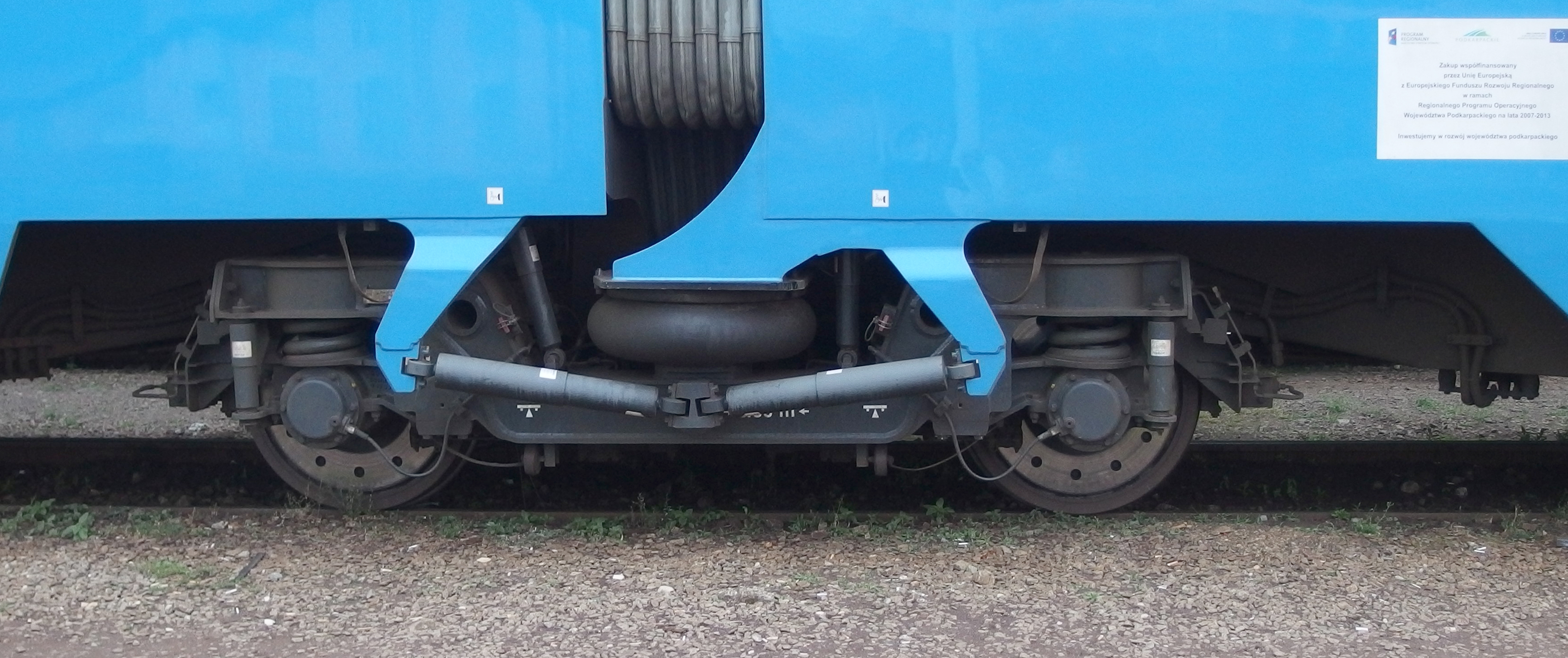
Wózek toczny od EN64-001

Acatusy Plus to elektryczne zespoły trakcyjne przeznaczone do obsługi ruchu regionalnego i aglomeracyjnego, mogą występować w konfiguracji od 2- do 6-członowej. Wyprodukowane zostały wersje 2- i 3-członowa oznaczone typem odpowiednio 41WE i 40WE. Wersja 4-członowa co prawda nie została wyprodukowana, ale otrzymała oznaczenie typu 42WE.
Konstrukcja Acatusów Plus bazuje na konstrukcji Acatusów II – Acatusy Plus od Acatusów II różnią się układem napędowym i biegowym oraz spełnionymi normami zderzeniowymi TSI Lok&Pas.
W jednostkach Acatus Plus zastosowano wózki nowej rodziny 27MN (napędowe) i 42AN (toczne) o zmniejszonym rozstawie osi – odpowiednio 2700 mm i 2600 mm. Wózki napędowe zostały przystosowane do zabudowy silników firmy VEM oraz przekładni firmy Gmeinder. Wózki toczne mają zmieniony sposób oparcia pudeł na ramie wózka, z wykorzystaniem tylko jednej pary sprężyn pneumatycznych.
Podłoga w strefie drzwi znajduje się na wysokości 760 mm nad poziomem główki szyn, obszar wysokiej podłogi znajduje się nad wózkami napędowymi i prowadzą do niej stopnie. W rejonie przejść międzywagonowych podłoga ułożona jest pochyło. Pod drzwiami wejściowymi znajdują się stopnie umożliwiające wejście z niższych peronów.
W pierwszym kwartale 2025 roku Koleje Małopolskie ogłosiły przetarg na naprawę okresową na poziomie P4 z modernizacją (obejmującą m.in. montaż sygnalizacji kabinowej ETCS) dla 4 użytkowanych przez siebie jednostek EN64.

### Wersje
| 40WE podkarpackie | 3 | Bo’2’2’Bo’ | 1–1–1 | 157+13 | 109 t  | 58,95 m | (1440 kW) | 140 km/h | klimatyzacja przestrzeni pasażerskiej · przewóz rowerów · ubikacja · gniazdka elektryczne · Internet bezprzewodowy · automaty biletowe | [ 12 ] [ 5 ] [ 13 ] [ 14 ] |
| 40WEa | 3 | Bo’2’2’Bo’ | 1–2–1 | 127+11 | 109 t  | 58,95 m | 4×360 kW  | 160 km/h | klimatyzacja przestrzeni pasażerskiej · przewóz rowerów · ubikacja · gniazdka elektryczne · Internet bezprzewodowy                     | [ 3 ]                      |
| 40WE świętokrzyskie | 3 | Bo’2’2’Bo’ | 1–1–1 | 150    |        |         |           | 160 km/h | klimatyzacja przestrzeni pasażerskiej · przewóz rowerów · ubikacja · gniazdka elektryczne · Internet bezprzewodowy · automaty biletowe | [ 15 ] [ 16 ]              |
| 41WE | 2 | Bo’2’Bo’   | 1–1   | 85+11  | 84,6 t | 42,65 m | 4×340 kW  | 160 km/h | klimatyzacja przestrzeni pasażerskiej · przewóz rowerów · ubikacja · gniazdka elektryczne · Internet bezprzewodowy                     | [ 3 ]                      |
| – klimatyzacja części pasażerskiej – stojaki na rowery – toaleta(y) – gniazdka elektryczne – bezprzewodowy dostęp do internetu – biletomaty |   |            |       |        |        |         |           |          | |                            |

## Eksploatacja
| Państwo        | Właściciel          | Przewoźnik                                   | Typ            | Oznaczenie przewoźnika    | Liczba członów | Lata dostaw    | Liczba pojazdów |                     |
| -------------- | ------------------- | -------------------------------------------- | -------------- | ------------------------- | -------------- | -------------- | --------------- | ------------------- |
| Polska         | Woj. podkarpackie   | PR (Oddział Podkarpacki)                     | 40WE           | EN64-001, 005             | 3              | 2014           | 2               | [ 3 ]               |
| Polska         | Woj. małopolskie    | PR (Oddział Małopolski) i Koleje Małopolskie | 40WEa          | EN64-002 ÷ 004, 006 ÷ 008 | 3              | 2014–2015      | 6               | [ 3 ] [ 17 ] [ 18 ] |
| Polska         | Woj. małopolskie    | PR (Oddział Małopolski) i Koleje Małopolskie | 41WE           | EN99-001 ÷ 004            | 2              | 2014–2015      | 4               | [ 3 ] [ 17 ] [ 18 ] |
| Polska         | Woj. świętokrzyskie | PR (Oddział Świętokrzyski)                   | 40WE           | EN64-009                  | 3              | 2016           | 1               | [ 4 ] [ 16 ]        |
| Łączna liczba: | Łączna liczba:      | Łączna liczba:                               | Łączna liczba: | Łączna liczba:            | Łączna liczba: | Łączna liczba: | 13              |                     |

### Województwo podkarpackie

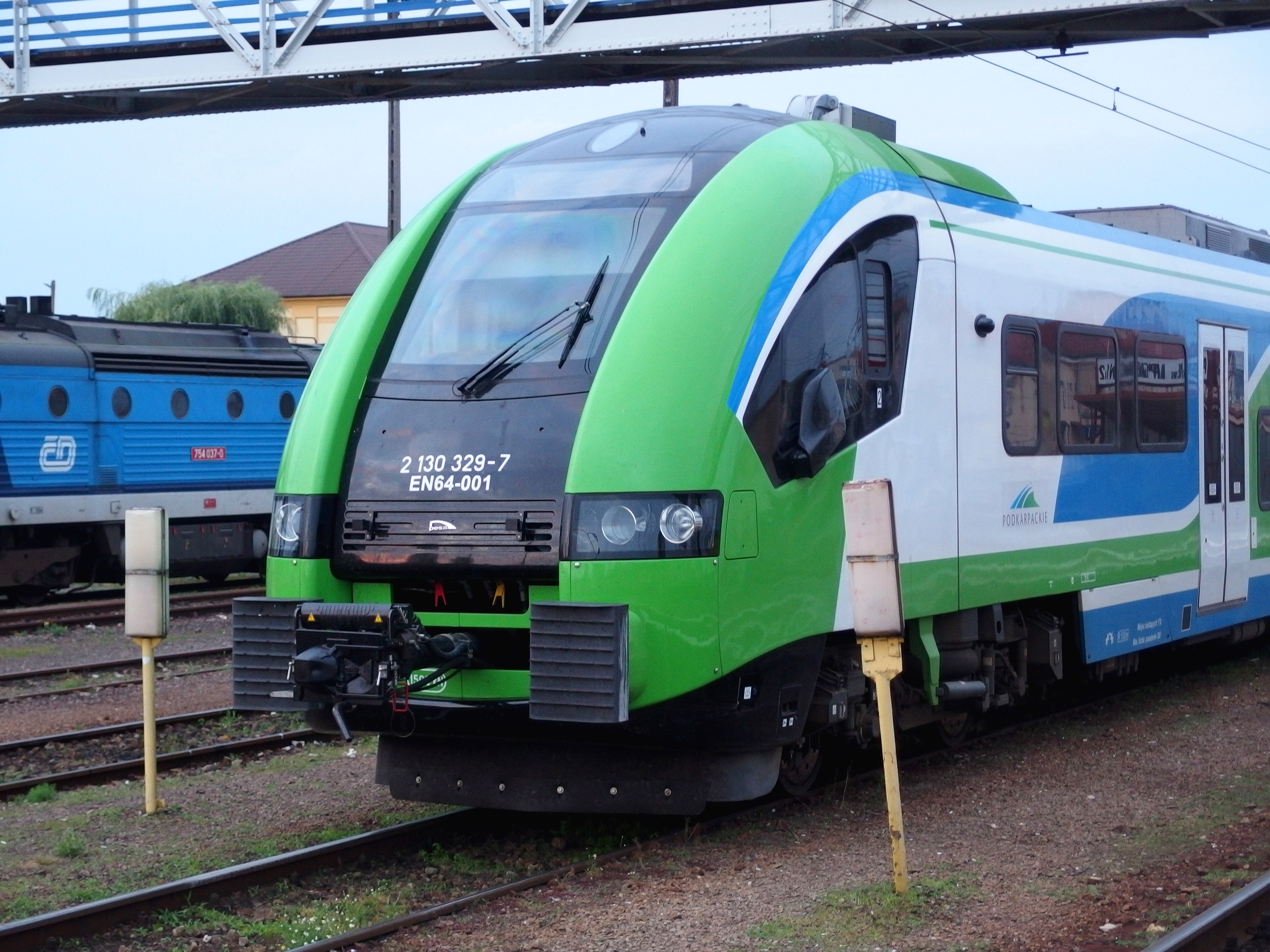
EN64-001 na stacji Rzeszów Główny

4 września 2013 woj. podkarpackie udzieliło Pesie zamówienia na dostawę 2 sztuk 3-członowych elektrycznych zespołów trakcyjnych. Pierwszy z pojazdów miał zostać dostarczony do końca sierpnia 2014, a drugi do końca września 2014. Pod koniec listopada 2014 obydwa egzemplarze zostały przekazane przewoźnikowi i rozpoczęły kursowanie na odcinku Rzeszów – Przemyśl.

### Województwo małopolskie
| Seria | Numer | Data dostarczenia | Użytkownik          | Okres eksploatacji                   |                      |
| ----- | ----- | ----------------- | ------------------- | ------------------------------------ | -------------------- |
| EN64  | 002   | 3 listopada 2014  | Przewozy Regionalne | 4 listopada 2014 – 13 grudnia 2014   | [ 20 ]               |
| EN64  | 002   | 3 listopada 2014  | Koleje Małopolskie  | 14 grudnia 2014 – 10 grudnia 2016    | [ 21 ] [ 22 ] [ 23 ] |
| EN64  | 002   | 3 listopada 2014  | Przewozy Regionalne | od 11 grudnia 2016                   | [ 24 ] [ 17 ]        |
| EN64  | 003   | 3 listopada 2014  | Przewozy Regionalne | 4 listopada 2014 – 13 grudnia 2014   | [ 20 ]               |
| EN64  | 003   | 3 listopada 2014  | Koleje Małopolskie  | 14 grudnia 2014 – 10 grudnia 2016    | [ 21 ] [ 22 ] [ 23 ] |
| EN64  | 003   | 3 listopada 2014  | Przewozy Regionalne | od 11 grudnia 2016                   | [ 24 ] [ 17 ]        |
| EN64  | 004   | 21 listopada 2014 | Przewozy Regionalne | 21 listopada 2014 – 13 grudnia 2014  | [ 25 ] [ 22 ]        |
| EN64  | 004   | 21 listopada 2014 | Koleje Małopolskie  | 14 grudnia 2014 – 10 grudnia 2016    | [ 21 ] [ 23 ]        |
| EN64  | 004   | 21 listopada 2014 | Przewozy Regionalne | 11 grudnia 2016 – 9 grudnia 2017     | [ 24 ] [ 17 ] [ 18 ] |
| EN64  | 004   | 21 listopada 2014 | Koleje Małopolskie  | od 10 grudnia 2017                   | [ 18 ]               |
| EN64  | 006   | 30 listopada 2014 | Przewozy Regionalne | 30 listopada 2014 – 31 sierpnia 2015 | [ 25 ] [ 26 ] [ 27 ] |
| EN64  | 006   | 30 listopada 2014 | Koleje Małopolskie  | 1 września 2015 – 10 grudnia 2016    | [ 27 ] [ 23 ]        |
| EN64  | 006   | 30 listopada 2014 | Przewozy Regionalne | 11 grudnia 2016 – 9 grudnia 2017     | [ 24 ] [ 17 ] [ 18 ] |
| EN64  | 006   | 30 listopada 2014 | Koleje Małopolskie  | od 10 grudnia 2017                   | [ 18 ]               |
| EN64  | 007   | 30 grudnia 2014   | Przewozy Regionalne | 31 grudnia 2014 – 31 sierpnia 2015   | [ 28 ] [ 27 ]        |
| EN64  | 007   | 30 grudnia 2014   | Koleje Małopolskie  | 1 września 2015 – 10 grudnia 2016    | [ 27 ] [ 23 ]        |
| EN64  | 007   | 30 grudnia 2014   | Przewozy Regionalne | 11 grudnia 2016 – 9 grudnia 2017     | [ 24 ] [ 17 ] [ 18 ] |
| EN64  | 007   | 30 grudnia 2014   | Koleje Małopolskie  | od 10 grudnia 2017                   | [ 18 ]               |
| EN64  | 008   | 30 stycznia 2015  | Przewozy Regionalne | 31 stycznia 2015 – 28 lutego 2015    | [ 29 ]               |
| EN64  | 008   | 30 stycznia 2015  | Koleje Małopolskie  | 1 marca 2015 – 10 grudnia 2016       | [ 22 ] [ 23 ]        |
| EN64  | 008   | 30 stycznia 2015  | Przewozy Regionalne | 11 grudnia 2016 – 9 grudnia 2017     | [ 24 ] [ 17 ] [ 18 ] |
| EN64  | 008   | 30 stycznia 2015  | Koleje Małopolskie  | od 10 grudnia 2017                   | [ 18 ]               |
| EN99  | 001   | 2 stycznia 2015   | Przewozy Regionalne | 3 stycznia 2015 – 12 grudnia 2015    | [ 30 ] [ 31 ]        |
| EN99  | 001   | 2 stycznia 2015   | Koleje Małopolskie  | 13 grudnia 2015 – 10 grudnia 2016    | [ 23 ]               |
| EN99  | 001   | 2 stycznia 2015   | Przewozy Regionalne | od 11 grudnia 2016                   | [ 24 ] [ 17 ]        |
| EN99  | 002   | 6 lutego 2015     | Przewozy Regionalne | 7 lutego 2015 – 12 grudnia 2015      | [ 32 ]               |
| EN99  | 002   | 6 lutego 2015     | Koleje Małopolskie  | 13 grudnia 2015 – 10 grudnia 2016    | [ 23 ]               |
| EN99  | 002   | 6 lutego 2015     | Przewozy Regionalne | od 11 grudnia 2016                   | [ 24 ] [ 17 ]        |
| EN99  | 003   | 20 lutego 2015    | Przewozy Regionalne | 21 lutego 2015 – 12 grudnia 2015     | [ 33 ]               |
| EN99  | 003   | 20 lutego 2015    | Koleje Małopolskie  | 13 grudnia 2015 – 10 grudnia 2016    | [ 23 ]               |
| EN99  | 003   | 20 lutego 2015    | Przewozy Regionalne | od 11 grudnia 2016                   | [ 24 ] [ 17 ]        |
| EN99  | 004   | 6 marca 2015      | Przewozy Regionalne | 7 marca 2015 – 12 grudnia 2015       | [ 34 ]               |
| EN99  | 004   | 6 marca 2015      | Koleje Małopolskie  | 13 grudnia 2015 – 10 grudnia 2016    | [ 23 ]               |
| EN99  | 004   | 6 marca 2015      | Przewozy Regionalne | od 11 grudnia 2016                   | [ 24 ] [ 17 ]        |

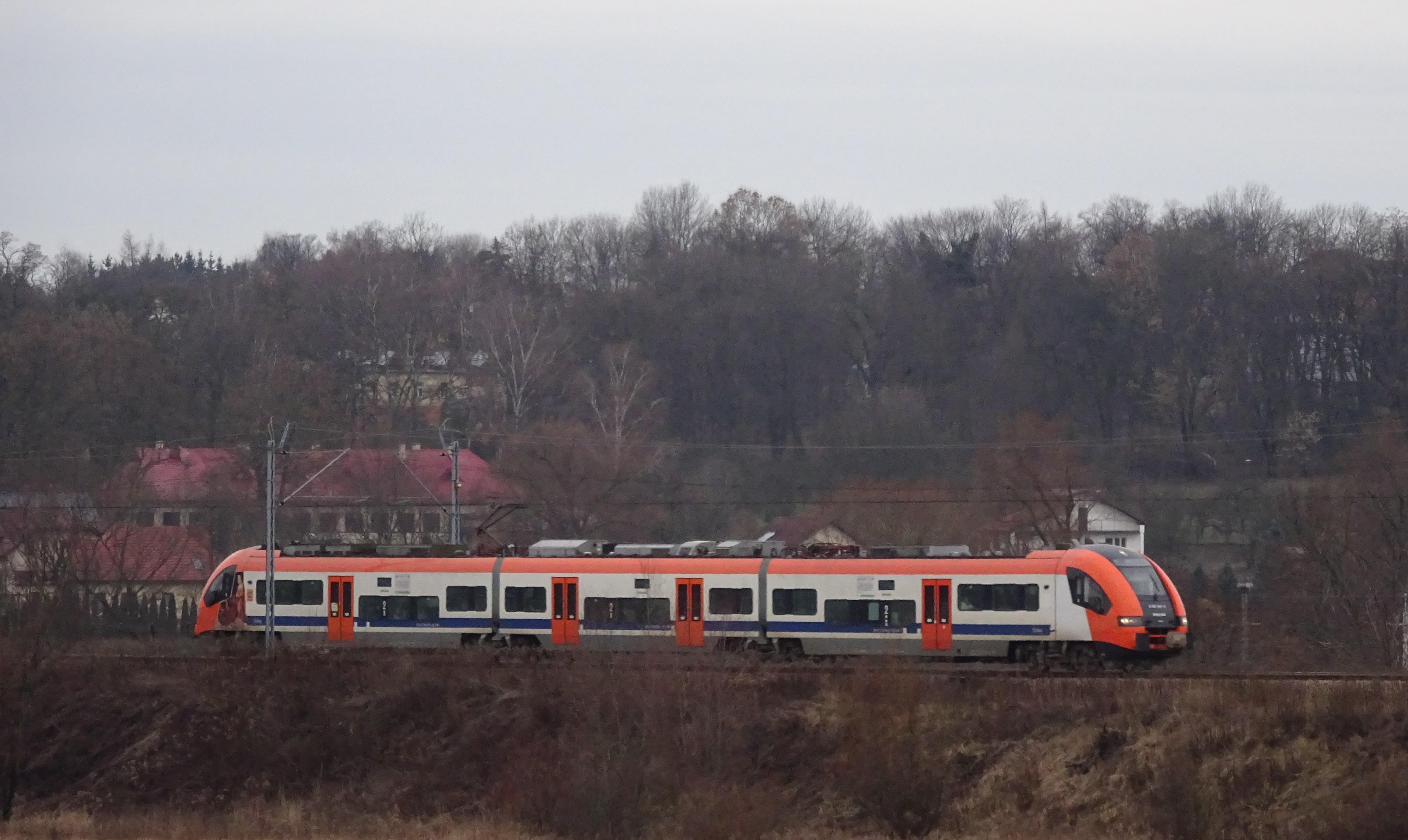
EN64-002 w drodze do Sędziszowa

18 października 2013 podpisano umowę z woj. małopolskim na dostawę 6 sztuk 3-członowych i 4 sztuk 2-członowych acatusów plus na potrzeby Szybkiej Kolei Aglomeracyjnej. 3 listopada 2014 odebrano dwa pierwsze acatusy 3-członowe, a 6 listopada zaprezentowano je na stacji Kraków Główny wraz z 2 impulsami zakupionymi w ramach Południowej Grupy Zakupowej. 
Acatusy skierowano na linię Krzeszowice – Wieliczka Rynek-Kopalnia obsługiwaną przez Małopolski Oddział Przewozów Regionalnych. 
14 grudnia 2014 rozpoczęły działalność Koleje Małopolskie, którym przekazano 3 jednostki EN64, a 1 marca 2015 przekazano im jeszcze jedną jednostkę. Dwa EZT skierowano do obsługi linii Kraków Główny – Wieliczka Rynek-Kopalnia, a 2 pozostałe do rezerwy. Dostawy jednostek 3-członowych zakończono 30 stycznia 2015.
Pomiędzy 2 stycznia a 6 marca 2015 dostarczono oraz przekazano Przewozom Regionalnym wszystkie 4 jednostki 2-członowe serii EN99.
1 września 2015 Koleje Małopolskie przejęły od Przewozów Regionalnych 2 ostatnie jednostki EN64. 13 września 2015 EN64-008 został wykorzystany przez KMł do przejazdu promocyjnego po linii do Balic związanego z obchodami „Odlotowej Niedzieli” – imprezy, jaka została zorganizowana przez władze portu lotniczego w związku z zakończeniem budowy pierwszej części nowego terminala pasażerskiego. 28 września przewoźnik rozpoczął regularny przewozy po linii do przystanku Kraków Lotnisko przy porcie lotniczym Kraków-Balice.
5 grudnia EN64-002 odbył przejazd promocyjny na trasie Kraków Główny – Miechów. 13 grudnia 2015 cztery EN99 zostały przekazane Kolejom Małopolskim. Tego samego dnia KMł rozpoczęły obsługę trasy Kraków Główny – Miechów – Sędziszów.
11 grudnia 2016 Przewozy Regionalne przejęły z powrotem obsługę trasy Kraków Główny – Sędziszów i wszystkie acatusy plus zostały ponownie im przekazane. 10 grudnia 2017 4 sztuki EN64 wróciły do Kolei Małopolskich.
Każdy z acatusów otrzymał własne imię: Solny, Szarotka, Centuś, Królewski, Zalipianka, Juhas, Gazda, Poprad, Sabała i Hejnalista.

### Województwo świętokrzyskie
25 sierpnia 2015 UM województwa świętokrzyskiego podpisał umowę na dostawę jednego zespołu typu 40WE. Pojazd miał zostać dostarczony do końca lutego 2016 roku, ale tak się jednak nie stało, w związku z czym samorząd zamierza domagać się od Pesy kary za opóźnienie. 21 kwietnia rozpoczęto odbiory techniczne jednostki, a na początku maja jednostka została dostarczona do Kielc. 10 maja pojazd oficjalnie przekazano na stacji Skarżysko-Kamienna.